# Варварівка (Феодосійський район)
Варва́рівка (Кир-Ічкі, крим. Qır İçki) — село Феодосійського району Автономної Республіки Крим. Розташоване в центрі району.

## Населення

### Мова
Розподіл населення за рідною мовою за даними перепису 2001 року:
| Мова                | Відсоток |
| ------------------- | -------- |
| російська           | 65,03%   |
| кримськотатарська   | 26,66%   |
| українська          | 6,45%    |
| інші/не визначилися | 1,86%    |

1. ↑  Рідні мови в об'єднаних територіальних громадах України — Український центр суспільних даних